# Letov Š-10
Letov Š-10 byl dvouplošný cvičný letoun vyráběný ve 20. letech 20. století československou firmou Letov. Jednalo se o kopii německé konstrukce Hansa-Brandenburg B.I.

## Vznik a vývoj
Letov Š-10 byl přímou kopií Hansa-Brandenburg B.I série 76 široce užívaného armádním letectvem Rakousko-Uherska. Tento typ patřil mezi nejpočetnější letouny nacházející se na československém území po získání samostatnosti anebo získaných krátce poté, a později bylo rozhodnuto o dalším zvýšení počtů domácí výrobou. U firmy Aero tak vznikaly stroje Aero Ae-10, a v roce 1922 byla v továrně Letov zahájena výroba 51 kusů Š-10.:s.35:s.24 Byly vybaveny šestiválcovým řadovým motorem Mercedes D.I, písty jehož zadních válců byly při stání na zemi nadměrně zaplavovány olejem, což letounům vyneslo přezdívku „sardel“ či „sardinka“.:s.36:s.24 Další neoficiální přezdívkou typů Ae-10 i Š-10 byl „malý branďák“,:s.36 kterou sdílely s původními Brandenburgy B.I.:s.24

## Operační historie
Československému letectvu Š-10 sloužil spolu s příbuznými letouny Aero Ae-10 jako letoun pro základní pilotní výcvik, a ačkoliv byl brzy doplněn moderněji koncipovaným typem Š-18, ve vojenské službě byl zcela nahrazen až po zavedení letounů Praga E-39 začátkem 30. let. Typ se vyznačoval značnou stabilitou, bezpečností letu a celkovou nenáročností na pilotáž,:s.24 což vedlo k jeho oblibě u pilotů, ale brzy bylo pociťováno jako jistý nedostatek, protože tyto vlastnosti nedokázaly žáky adekvátně připravit na pilotování náročnějších bojových letounů.:s.35:s.24 Po vyřazení z vojenské služby část strojů získaly aerokluby a organizace Masarykovy letecké ligy. Stroj Š-10.1, pojmenovaný „Zdena“, sloužil u pobočky MLL v Nymburce až do listopadu 1936.:s.41

## Uživatelé
- Československo
  - Československé letectvo
  - Masarykova letecká liga

## Specifikace
Údaje podle

### Technické údaje
- Osádka: 2 (instruktor a žák)
- Rozpětí: 12,30 m
- Délka: 8,40 m
- Nosná plocha: 36,52 m²
- Prázdná hmotnost: 668 kg
- Vzletová hmotnost: 966 kg
- Pohonná jednotka: 1 × kapalinou chlazený šestiválcový řadový motor Mercedes D.I[p 1]
- Výkon pohonné jednotky: 74 kW (100 k)

### Výkony
- Maximální rychlost: 130 km/h
- Cestovní rychlost: 90 km/h
- Dostup: 3 500 m
- Stoupavost: výstup do výše 1 000 m za 9 minut a 30 sekund
- Dolet: 400 km